# 近畿高等学校定時制通信制総合体育大会
近畿高等学校定時制通信制総合体育大会(きんきこうとうがっこうていじせいつうしんせいそうごうたいいくたいかい)は、近畿地区の定時制通信制高校の総合体育大会で毎年10月の終わりから11月前半頃に2府4県で行われる。

## 概要
- 滋賀県、京都府、大阪府、兵庫県、奈良県、和歌山県で各府県の持ち回りで実施。

## 沿革
- 1964年に第1回大会
- 2014年に第50回大会

## 競技
- 軟式野球
- サッカー
- 陸上競技
- 卓球
- バスケットボール
- バドミントン
- 柔道
- 剣道
- バレーボール
- ソフトテニス